# Герб Милана
Герб Милана — символ итальянского города Милан, на протяжении веков претерпевший ряд видоизменений.

## Современный герб Милана
Современный герб Милана представляет собой червлёный крест Св. Георгия на серебряном поле. Этот же крест изображён на флаге Милана. Над гербовым щитом помещена городская корона с пятью башнями — форма, принятая для городских гербов во многих европейских странах, восходящая к древнеримской corona muralis («стенному» венку). Щит окружён венком из двух ветвей — лавровой и дубовой.
Использование флага с красным крестом восходит к X веку, накануне крестовых походов. Также считается, что красный крест на белом поле напоминает о героическом поступке жителя Милана, первым установившим крест на стене Иерусалима во время Первого крестового похода. Этот герб, заменивший старый (см. ниже), первоначально являлся средневековым муниципальным гербом коммуны Милана.

Как считается, белый цвет символизирует народ, красный — аристократию, дворянство. Когда в 1138 году город получил от императора право чеканить монеты, на одной стороне изображался крест, а на другой грифон. Этот герб стал использоваться после успешной битве при Леньяно в 1176 году против войск императора Фридриха I Барбаросса, когда города, вошедшие в Ломбардскую лигу (возглавляемую Миланом), получили независимость. Ломбардская лига стала пользоваться этим «флагом Церкви» (Vexillum Ecclesiae), данным в 1066 году папой Александром II, уроженцем Милана, Эрембальдо, городскому военачальнику и главе реформистской партии.
Позже на международной арене эмблема сменилась гербом Миланского герцогства — поскольку в политике государства городское самоуправление было потеснено притязаниями правящего дома, и лишь спустя несколько столетий была воскрешена как основной символ. В эпоху Муссолини было добавлено красное верхнее поле («глава» в геральдической терминологии) с венком и фасциями (итал. Capo del Littorio). После крушения фашистского режима герб был восстановлен в первоначальном виде.
Также считается, что флаг с красным крестом изначально является флагом Св. Амвросия, епископа Миланского в 374—397 гг. и покровителя города.

## Герб миланских герцогов
Старинный герб Милана, принадлежавший раньше двум герцогским родам, правившим городом — Висконти и Сфорца (итал. Stemma di famiglia Visconti; Stemma di famiglia Sforza), является намного более знаменитым и узнаваемым геральдическим изображением, и носит имя собственное il Biscione.
Бисцион, являющийся эмблемой рода Висконти, представляет собой лазурного змея на серебряном фоне, держащего в пасти человека. Он появился в гербе Висконти около 1100 года. Династия Висконти угасла в середине XV века (на дочери последнего герцога Висконти Бьянке женился Франческо Сфорца, который начал править городом с 1450 года, приняв герб тестя). Когда в 1395 году Джан Галеаццо Висконти стал герцогом, он добавил к бисциону чёрных орлов (так как герцогство являлось частью Священной Римской империи). Герб, таким образом, стал представлять четырёхчастный гербовый щит, два золотых поля которого занимали орлы и два серебряных — змеи.
Этот герб использовался городом до наполеоновского вторжения.
Точной версии происхождения, датировки и толкования герба нет. 

### Легенда
Согласно легенде, в крестовом походе в 1187 году Оттоне Висконти встретился в поединке с сарацинским принцем. Оттоне носил изображение с семью коронами, вырезанными на щите, так как он убил семерых силачей, неверный мавр имел на щите изображение змеи, глотающей ребенка, что являлось насмешкой над христианами, так как этот младенец символизировал Христа. Оттон убил сарацина, забрал его щит и вернулся домой покрытый славой, после чего решил избрать его своим гербом.
Считается, что эта легенда восходит к временам Маттео Висконти Великого (1250—1322), назначенного городским подестой и капитаном своим дядей Оттоне, архиепископом Миланским. Маттео Великий, оглянувшись на тёмное прошлое своей семьи, решил, что необходимо создать славную сагу о Висконти, и обратился к придворным писателям, чтобы те создали фамильные легенды и изобрели славных предков. Таким образом, была создана легенда о ветеране Первого крестового похода, скончавшегося в Риме в 1111 году.
Согласно другой версии, изображённый дракон, звавшийся Tarantasio, в V веке (или в XIII веке) опустошал окрестности Милана на озере Герундо (ныне исчезнувшем), пожирал детей, отравлял своим дыханием воду и заставлял людей болеть, пока не был убит родоначальником рода Умберто Висконти.
Предполагают, что Висконти для своего герба просто использовали древний ломбардский символ — голубую змею, которую носили в качестве оберега.

### Толкование символов
Существует несколько версий толкований этого образа:
1. На гербе изображён змей, глотающий сарацина (мавра). Изображение символизирует силу и победы города;
2. На гербе изображён змей, из пасти которого появляется младенец. Это символизирует вновь пробуждающуюся вечно юную силу в сочетании с мудростью, способность мира к самоочищению и обновлению[4];
3. Мотив из Апокалипсиса: в Откровении Иоанна Богослова описываются роды Жены, облечённой в солнце, и появление на свет её младенца, а также дракон, пытающийся проглотить ребёнка. (О толковании символов см. статью Жена, облечённая в солнце).

Не определено, глотает он человека или извергает из пасти, так как средневековый язык описания предполагает оба толкования. Существует также несколько версий о том, какой именно змей изображён:
1. Итальянские геральдисты употребляют термин il Biscione, el Bisson (бисцион) как имя собственное, что переводится как уж обыкновенный;
2. Также они называют змея с герба Висконти Vipera (на миланском диалекте Bissa), что переводится как гадюка[6];
3. Дракон — виверн (другая геральдическая фигура);
4. Василиск.

### Использование герба
Пока герцогские династии владели Миланом, этот герб был гербом города. Также им пользовалось собственно Миланское герцогство как государство, регион Инсубрия. Он встречается в гербах других более мелких итальянских городов, а также швейцарской Беллинцоны, бывшей пограничной крепости герцогства.

### В других странах
- Аналогичное изображение находится на гербе белорусского города Пружаны, так как герб был пожалован городу во 2-й пол. XVI века дочерью представительницы рода Сфорца, владелицей Пружан королевой и княгиней Великого княжества Литовского Анной Ягеллонкой, дочерью Боны Сфорца. На протяжении веков герб менялся, появлялись варианты с ёлкой и двуглавым орлом, но в настоящий момент городу вернули старый герб[7].
- Также на гербе города Санок (Польша, Предкарпатье) 1/3 часть герба (правая нижняя) занята изображением зелёной змеи в короне, из пасти которой виден ребёнок.

## Торговая эмблема
- Эмблема Альфа-РомеоЗнаменитая автомобильная компания Alfa Romeo, созданная в Милане, использует сочетание обоих миланских гербов в своей эмблеме. Это круг, разделённый пополам, в левой половине размещён крест, в правой — змей. Змей-бисцион на эмблеме «стал чёрным в период 1925—1945 года, видимо, это отражает пессимизм в экономических и политических ожиданиях. Современный логотип существенно упрощён по сравнению с предыдущими, змея утратила все детали — чешую, глаза, ноздри — и из ободка исчезли геральдические узелки»[8]. Красная фигурка человечка с раскинутыми руками иногда превращается в маленький крестик в зубах змеи, иногда — в змеиный язык.
- Красный крест Милана — это правая половинка круглой эмблемы футбольного клуба «Милан».
- Изображение бисциона одно время использовалось как эмблема итальянским футбольным клубом Интернационале.
- Переработанная эмблема (пасть, где вместо человека — цветок) — эмблема итальянской компании Fininvest, основанной Берлускони.

## Интересные факты
- Самая древняя эмблема Милана — дикий вепрь, который по средневековым легендам кельтов был указан вождю Белловесо богиней Белисамой (Минервой). От названия этой дикой свиньи и будто бы и возникло кельтское название Медиоланум. Эта версия известна согласно тексту Emblemata Андреа Альчиато (1530).
- Andrea Alciato's Emblemata, Padua, Petro Paulo Tozzi, 1621: EMBLEMA PRIMUM[9]:
  - (лат.) Exiliens infans sinuosi è faucibus anguis, Est gentilitiis nobile stemma tuis. Talia Pellaeum gessisse nomismata regem Vidimus, hisque suum concelebrasse genus: Dum se Ammone satum, matrem anguis imagine lusam, Divini & sobolem seminis esse docet: Ore exit. tradunt sic quosdam enitier angues. An quia sic Pallas de capite orta Iovis?
  - (англ.) An infant bursting from the maw of a coiling serpent marks the noble lineage of your clan. We have observed that the Pellaean king (i.e. Alexander the Great, born at Pella in Macedonia) had coinage with such a device and by it celebrated his own descent, proclaiming that he was begotten of Ammon, that his mother was beguiled by the form of a snake and the child was the offspring of divine seed. The infant emerges from the mouth. They say that some snakes come to birth that way. Or is it because Pallas sprang like this from the head of Jove?
  - (рус.) Младенец, вырывающийся из пасти свернувшейся змеи, отмечает благородное происхождение вашего клана. Мы уже видели, что пеллейский царь (т.е. Александр Македонский, который родился в городе Пелла в Македонии) чеканил монеты с таким изображением и этим прославлял свое происхождение, заявляя, что он рожден от Аммона, что его мать была очарована формой змеи, а ребенок был потомком божественного семени. Младенец выходит изо рта. Говорят, что некоторые змеи таким образом рождаются. Или это потому, что Паллада возникла вот так из головы Юпитера?
- При коронации Наполеона в Милане в 1805 году был создан герб нового Итальянского королевства, включавший центральный щит с изображением железной короны (он же малый герб королевства) и поля, представлявшие территории, вошедшие в его состав: Миланскую область (змея Висконти), Мантую (папские ключи и так называемый умбракулум — зонтик, носимый папским гонфалоньером), Модену (серебряный орёл в синем поле семейства Эсте), венецианскую Терраферму (лев Св. Марка, но без книги и во фригийском колпаке) и Пьемонт (серебряный крест в красном поле с синим «турнирным воротником»), а также Ровиго и Фельтре (серебряная башня, «обременяющая» в данном случае герб Пьемонта).